# Sevno (gmina Novo mesto)
Sevno – wieś w Słowenii, w gminie miejskiej Novo mesto. W 2018 roku liczyła 88 mieszkańców. 